# Peter Schweizer
Peter Franz Schweizer (né le 24 novembre 1964) est un consultant politique, essayiste et auteur américain. Proche de Steve Bannon, Il est président du Government Accountability Institute (GAI, qu'il a co-fondé avec Bannon), rédacteur en chef du média Breitbart News, et ancien membre de l'organisation des conservateurs Hoover Institution.
Peter Schweizer s'est fait connaitre par un livre polémique : Clinton Cash publié en 2015, reprochant à la Fondation Clinton d'avoir reçu et accepté des dons provenant d'entités étrangères. Le livre porte aussi sur les revenus de Bill et Hillary Clinton après leur départ de la Maison Blanche en 2001. Les journalistes et les organisations de vérification des faits ont critiqué ce livre pour son contenu spéculatif, ses conclusions orientées non fondées sur des preuves présentées et pour ses erreurs factuelles (corrigées dans une seconde édition Kindle),,.

## Éléments de biographie
Au lycée, Schweizer est déjà attiré par l'idéologie conservatrice. Il assiste à la Conférence nationale des étudiants conservateurs à l'Université George Washington ; et il s'inscrit comme membre de la Young America's Foundation (YAF).
Il est diplômé de la Kentridge High School de Kent, Washington en 1983.[réf. nécessaire]. Puis il fréquente l'Université George Washington et termine ses études supérieures au St Cross College de l'Université d'Oxford grâce aux bourses YAF.[réf. nécessaire]. Il fait partie du personnel de YAF à partir de 1993 et édite son magazine.

## Carrière
En 2012, Schweizer cofonde, avec Steve Bannon, une organisation privée, de type think tank, baptisée Government Accountability Institute. ce groupe de réflexion conservateur a comme objectif déclaré « d'enquêter et de dénoncer la corruption gouvernementale, l'utilisation abusive de l'argent des contribuables et un capitalisme de copinage, et qui soutiendra la théorie du complot prétendant que l'élection de D. Trump a été volée. Schweizer en est le président. Ce groupe est officiellement enregistré comme organisation non partisane, mais sa production est essentiellement orientée contre la famille Clinton, et plus largement contre le Parti démocrate.

## Projets d'enquête
Les premiers travaux de Schweizer, au sein de la "National Forum Foundation" (NFF) du sénateur Jeremiah Denton, se sont concentrés sur la guerre froide. Schweizer en tire un article publié dans la National Review avec le fils de Denton, James (souvent cité sous le nom de Jim), "Murdering SDI", relatif à la mort suspecte de plusieurs responsables européens qui soutenaient l'Initiative de défense stratégique. Schweizer publie aussi un rapport intitulé "Le sens et le destin de la révolution sandiniste ".
En 2012, un journaliste, Steve Kroft, utilise le travail de Schweizer comme base pour un reportage sur les délits d'initiés du Congrès dans l'émission 60 Minutes de CBS. Intitulé "Insiders : The Road to the STOCK Act", Kroft s'y appuie largement sur un livre de Schweizer publié en 2011 Throw Them All Out, que CBS a vérifié de manière indépendante, pour démontrer comment certains membres du Congrès négocient des actions de manière contraire à l'éthique, tout en se protègeant des poursuites,. L'année suivante, Kroft revisité le travail de Schweizer pour créer une autre émission de 60 Minutes sur la manière dont certains membres du Congrès utilisent les fonds de leurs comités d'action politique à des fins d'assurance privée.

## Livres
Schweizer a co-écrit deux romans (en 1997 et 2005), avec l'ancien secrétaire à la Défense Caspar Weinberger,.

### Espions amicaux (Friendly Spies)
Le deuxième livre de Schweizer, en 1992, prétendait révéler l'espionnage des services secrets français sur le gouvernement britannique de 1984 à 1987. Une analyse faite par deux journalistes du Sunday Times a conclu que les réunions décrites par Schweizer dans Friendly Spies n'avaient pas été vérifiées, que des sources citées n'existaient pas ou n'avaient pas pu être trouvées, et que l'hôtel dans lequel les réunions auraient eu lieu n'existait pas encore à l'époque.

### Victoire
En 1994, The Atlantic Monthly Press publie un nouveau livre de Schweizer Victoire : la stratégie secrète de l'administration Reagan qui a accéléré l'effondrement de l'Union soviétique. Schweizer y affirmait que Ronald Reagan a mis fin à la guerre froide grâce à une politique de dépenses militaires massives qui a conduit à la dissolution de l'Union soviétique. L'historien Stephen E. Ambrose a critiqué le livre, écrivant qu' « il y a bien plus dans l'effondrement soviétique que ce que Schweizer y voit, et que de toute façon, il est difficile de prendre au sérieux un livre aussi mal écrit que celui-ci... Le livre est constamment redondant et gravement déséquilibré ». Ce livre a pourtant eu un certain succès chez certains responsables de la politique étrangère de l'administration Trump (un responsable de la Maison Blanche a déclaré aux journalistes que "ce n'était 'pas un secret' que le livre a eu une certaine influence sur la politique".

### Le Cash des Clinton
En 2015, HarperCollins a publié Clinton Cash: The Untold Story of How and Why Foreign Governments and Businesses Helped Make Bill and Hillary Rich, un livre de 256 pages traitant des dons faits à la Fondation Clinton par des entités étrangères. Plusieurs médias ont reçu des exemplaires préliminaires, dont le New York Times, le Washington Post et Fox News, qui ont tous accepté d'en parler. Lors de la promotion du livre, Schweizer a faussement affirmé que Hillary Clinton, alors secrétaire d'État, disposait d'un droit de veto pour stopper la vente d'Uranium One à une entreprise publique russe
Le Time a écrit que « les allégations sont présentées comme des questions plutôt que comme des preuves » mais que « les sombres suggestions du livre reflètent le problème croissant auquel Clinton est confrontée dans sa campagne à la Maison Blanche en 2016, alors que de plus en plus de détails sur les activités de collecte de fonds de la fondation présentent l'apparence d'irrégularités et que son mandat de secrétaire d'État a manqué de transparence.
Plusieurs journalistes ont critiqué ce livre, au motif qu'il contient des « sauts de logique », qu'il « tire des conclusions allant au-delà des preuves disponibles », qu'une partie des conclusions d'enquêtes de Schweitzer se sont effondrées sous un examen minutieux" et que "Schweitzer y fait du trafic de spéculation"
Le livre contenait plusieurs erreurs factuelles, notamment l'affirmation fausse selon laquelle Clinton aurait joué un rôle central dans la vente d'Uranium One à une entreprise publique russe alors que la Fondation Clinton recevait d'importants dons,,. Plusieurs semaines après la publication initiale du livre, HarperCollins et l'auteur ont apporté plusieurs corrections à l'édition Kindle du livre, modifiant « sept ou huit » passages.
À la suite de la publication du livre, la Fondation Clinton a admis avoir commis des erreurs en divulguant certaines de ses contributions et avoir mis en œuvre de nouvelles règles augmentant les informations financières et limitant les dons étrangers.
Le livre a été financé par la Mercer Family Foundation avec une contribution de 1,7 million de dollars en 2015 au Government Accountability Institute (GAI) dont les chercheurs de Schweizer ont profité,,.

### Empires secrets
En 2018, HarperCollins a publié Secret Empires: How the American Political Class Hides Corruption and Enriches Family and Friends. Ce livre détaille les activités menées à l'étranger par Hunter Biden, notamment quand il a travaillé pour la société énergétique ukrainienne Burisma. Le livre décrit également les liens entre l'entreprise familiale d'Elaine Chao, Foremost Group, et la Chine, liens qui ont été contestés par un porte-parole du mari de Chao, le sénateur Mitch McConnell.
Ce livre, dont le New Yorker note qu'il a été « parfaitement programmé pour la campagne présidentielle »
et a été cité comme source initiale de la théorie du complot Biden-Ukraine, qui a fait l'objet d'une couverture médiatique importante sur Fox News, ce qui a attiré l'attention du candidat républicain Donald Trump et l'a amené à envoyer son avocat personnel Rudy Giuliani en Ukraine pour faire pression sur son nouveau gouvernement afin qu'il enquête sur les affirmations contenues dans le livre de Schweizer. Les efforts de Trump ont finalement abouti à un scandale majeur qui a abouti à sa première destitution,,,.
Le Daily Beast a fait savoir que le livre contenait 14 exemples de plagiat, provenant notamment de Wikipédia. Les passages en question reprenaient une formulation similaire à celle de plusieurs articles de Wikipédia, notamment les articles sur Patrick R. Daley, la marée noire de Deepwater Horizon, Tom Steyer et Jared Kushner. En plus des articles de Wikipédia, d'autres passages, bien que citant correctement des articles de presse, contenaient des formulations similaires à celles des sources citées.

## Films
En 2004, Schweizer a travaillé avec Steve Bannon sur le film In the Face of Evil: Reagan's War in Words and Deed, un documentaire sur l'ancienne star de cinéma hollywoodienne et président Ronald Reagan, basé sur le livre de Schweizer Reagan's War (2003) ; Schweizer est crédité en tant que producteur exécutif.
Schweizer est reconnu comme scénariste et producteur dans The Creepy Line, un film qui "incarne une rumeur populaire selon laquelle la Silicon Valley censure les conservateurs américains sur les plateformes Web",.

## Activités
En 2008 et 2009, Schweizer est consultant auprès du Bureau de rédaction des discours présidentiels de la Maison Blanche. En mars 2009, Schweizer et son collègue rédacteur de discours à la Maison Blanche, Marc Thiessen, ont ouvert Oval Office Writers LLC, une société se présentant comme spécialisée dans la préparation des témoignages au Congrès, ainsi que dans la présentation d'éditoriaux d'opinion et de propositions de livres. Parmi les clients notables de Schweizer figure Sarah Palin, qu'il a conseillée en matière de politique étrangère.
Schweizer est membre du Conseil consultatif de recherche du James Madison Institute, un groupe de réflexion sur le libre marché, basé à Tallahassee, en Floride.

## Critiques
Schweizer a été critiqué pour les inexactitudes qui émaillent ses écrits, et pour le fait qu'il en a tiré des conclusions non étayées par les faits. Deux journalistes du Sunday Times, à la suite de ses reportages dans son deuxième livre, Friendly Spies, ont ainsi découvert que les réunions décrites par Schweizer n'étaient pas vérifiée ; que les sources nommées n'existaient pas ou ne pouvaient pas être trouvées ; et qu'il n'y avait pas encore d'hôtel Sheraton à Paris pendant la guerre, période à laquelle les réunions auraient eu lieu,,.
Schweizer a admis avoir exagéré en attaquant Hillary Clinton pour le rôle présumé qu'elle aurait eu dans l'approbation d'un accord sur l'uranium avec la Russie. Après avoir faussement affirmé que Clinton, alors secrétaire d'État, "avait un droit de veto" pour empêcher l'Agence nucléaire atomique de l'État russe (Rosatom) d'acheter Uranium One, Schweizer a admis - lors d'une interview à Politico, le 5 mai 2015), « veto n'était probablement pas le meilleur mot », ajoutant : « ce que j'entendais par pouvoir de veto, c'est que lorsque nous expliquons le processus, vous savez, si quelqu'un s'y oppose, il démarre l'enquête spéciale ».
Dans une interview accordée à NBC en 2015, Schweizer a affirmé qu'Hillary Clinton n'avait pas soutenu un accord nucléaire avec l'Inde en 2006, mais qu'elle avait voté pour cet accord en 2008, après des dons faits à la Fondation Clinton. PolitiFact a jugé fausses ces allégations de Schweizer.

## Vie privée
Schweizer vit à Tallahassee, en Floride avec son épouse, Rhonda, et ses beaux-enfants. Avec sa première épouse, Rochelle Schweizer, il a co-écrit des livres sur la The Walt Disney Company et la famille Bush. Ils se sont rencontrés alors qu'elle travaillait avec la National Forum Foundation (NFF), qui a fusionné en 1997 avec Freedom House.